# Öxarfjörður

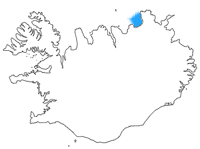
Locatie van Öxarfjörður in IJsland

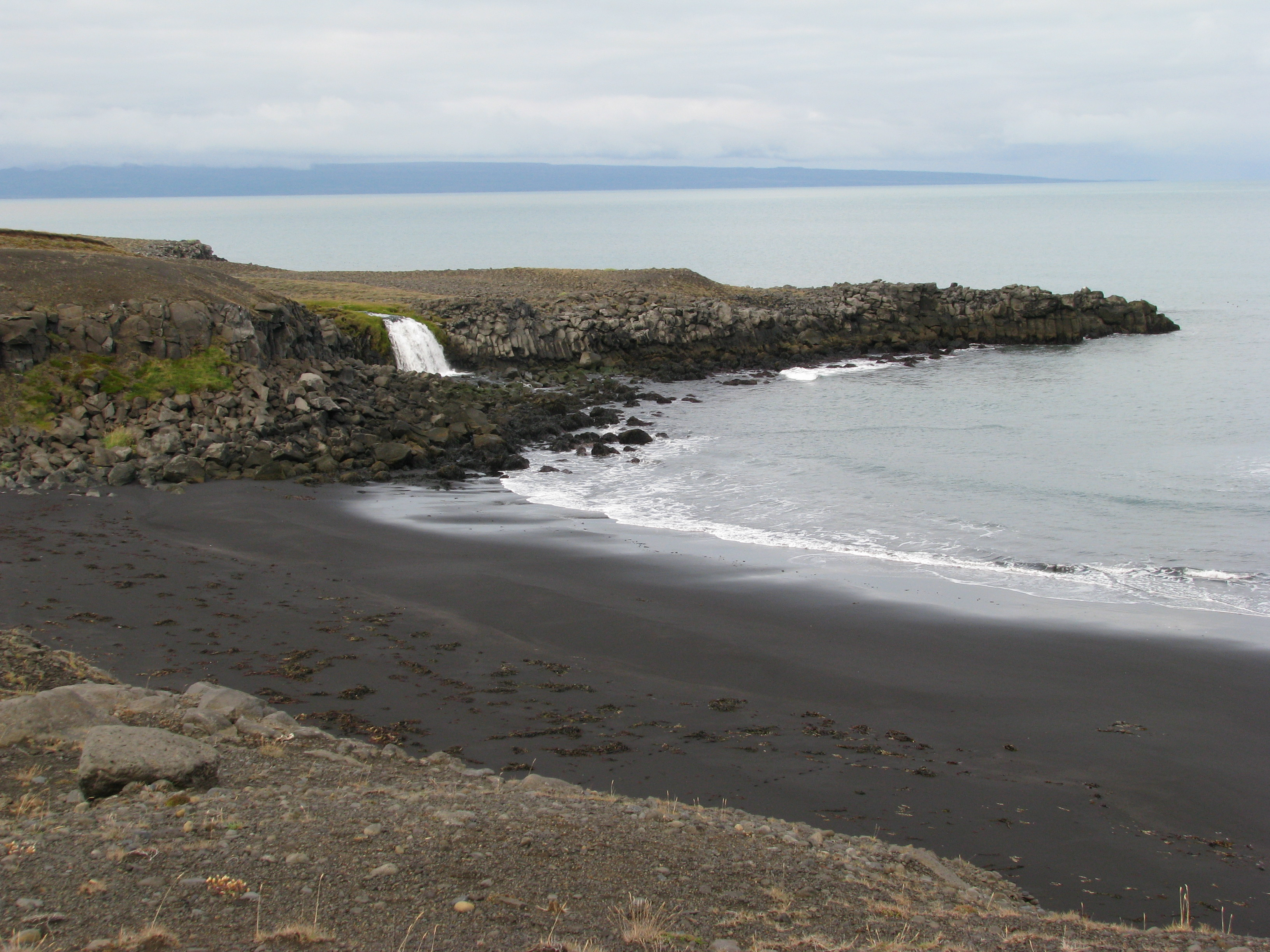
Öxarfjörður

Öxarfjörður is een brede fjord in het noordoosten van  IJsland, gelegen tussen de schiereilanden Tjörnes en Melrakkaslétta. De gemeente Norðurþing ligt aan de Öxarfjörður.

## Geografie
Öxarfjörður wordt omringd door bergketens in het oosten en het westen, de Gjástykki lavavelden en een met zand afgezet gebied van de Jökulsárivier in het zuiden. Aan de oostkant van de fjord ligt het enige dorp Kópasker met ongeveer 130 inwoners. De Mid-Atlantische rug loopt door het westelijke deel van de fjord voordat hij terug onderwater gaat.Vroeger ging de Öxarfjörður fjord dieper het binnenland in maar de ijzige rivier Jökulsá zette zand af uit de hooglanden op een driehoekig gebied van ongeveer 300km² genaamd Sandur. Sandur wordt nog steeds uitgediept door de Jökulsá-delta waarvan de rivierbedding continu verandert. Momenteel zijn er twee grote meren in Sandur: Vikingavatn en Skjálftavatn. Skjálftavatn werd later gevormd door een aardbeving in 1976 die enkele huizen in de regio vernietigde.

## Economie
De economie in de regio hangt voornamelijk af van schapenhouden. De schapenboerderijen hebben in de winter tussen de 100 en 1000 schapen. Tussen Juni en September grazen de schapen en de pasgeboren lammeren vrij rond in de hooglanden. Zij worden op bepaalde dagen in de herfst naar huis gedreven door de boeren met de hulp van paarden en honden. Ze worden gedreven tussen een groot hek en daarna verdeeld tussen de boeren die ze herkennen aan hun oormerk. Er is een grootte lam-verwerkende fabriek in Kópasker genaamd Fjallalamb.    
Visserij en toerisme spelen ook een belangrijke rol. De mensen werken er op vissersboten in de buurt van Kópasker en in Kópasker zijn er ook twee viskwekerijen die zalm, heilbot en forel verwerken. 
Om de huizen te verwarmen gebruiken ze geothermische energie die komt uit de warmwaterbronnen van Sandur.

## Toerisme
In de regio ligt het Jökulsárgljúfur park, een voormalig Nationaal Park in IJsland. Het is gelegen op de westelijke oever van de Jökulsá á Fjöllum rivier en strekt zich 30km noordwaarts uit tot de Dettifoss waterval met een oppervlakte van 120km². Dettifoss is Europees meest krachtige waterval met een jaarlijks gemiddeld debiet van 193 m³ per seconde. Verder stroomopwaarts liggen de Hljóðaklettar (Echo bergen). In het noordelijk deel van het park ligt Ásbyrgi, een 4 kilometer lange V-vormige kloof met steile (tot 60 meter hoge) rotswanden. Ásbyrgi heeft de vorm van een hoef van een paard. Daarvan wordt verteld dat het een hoefafdruk is van Sleipnir, het achtbenige paard van Odin.
Er is een lijnbus die het gebied verbindt met Akureyri, de enige stad met meer dan 10.000 inwoners en een luchthaven in het noorden van IJsland.

## Referentie
1. ↑  Kópasker. nordurthing.is. Gearchiveerd op 3 juli 2011. Geraadpleegd op 12 June 2011.